# 百里ヶ岳
百里ヶ岳（ひゃくりがだけ）は、滋賀県高島市と福井県小浜市の境に所在する標高931.3mの山。

## 概要
滋賀県と福井県の県境に所在する。かつての近江国と若狭国の国境にあたる。百里ヶ岳を含む国境尾根は中央分水嶺に属し、日本海側に北川水系遠敷川、琵琶湖に淀川水系安曇川の支流が流れる。
小浜市の最高峰であり、山頂には一等三角点が所在する。小浜市側からは多田ヶ岳に遮られ山頂部は若狭幹線林道や多田ヶ岳からしか望めない。滋賀県側からは雄大な山容が望める。
関西百名山の一座であるとともに、尾根は高島トレイルのコースにあたる。
また、山麓の福井県小浜市上根来地域は林野庁より「上根来水源の森」として水源の森百選に選定されている。
この付近は海抜600〜800mの壮年期山地で、深い渓谷を形成している。地質は中生層からなり、主として頁岩、緑色片岩のチャートを伴っている。

## 由来
山頂に立てば百里四方が見渡せるとの由来から名がついた。

## 根来坂
この山の南側には根来坂という昔の若狭越えの重要な峠道が通っている。金ヶ崎の戦いで朝倉義景に敗れ、退散する織田軍および後備を守った羽柴秀吉や徳川家康が、この根来坂を越えて京都へ帰陣したと伝えられる。
また、その後は鯖などの若狭の魚を京都へ運ぶために使われており、鯖街道の1つとされている。山頂の北側には、木地山峠が通っており、その滋賀県側のふもと現在の朽木麻生木地山地区にかつて轆轤村という木地師を生業とする集落があり、滋賀県道23号が国道367号方面に向かって伸びている。

現在は小浜市上根来(元遠敷村おにゅうむら）〜滋賀県高島市小入谷（おにゅうだに）まで古道と数回交差しつつ根来坂から少し離れた場所のおにゅう峠を通る林道が完成しており、ほぼ全面舗装されている。この峠道は福井県側は福井県道35号久坂中ノ畑小浜線、滋賀県側は滋賀県道781号麻生古屋梅ノ木線に接続する。毎年秋には早朝に雲海が現れ、紅葉と相まって美しい風景が広がる。

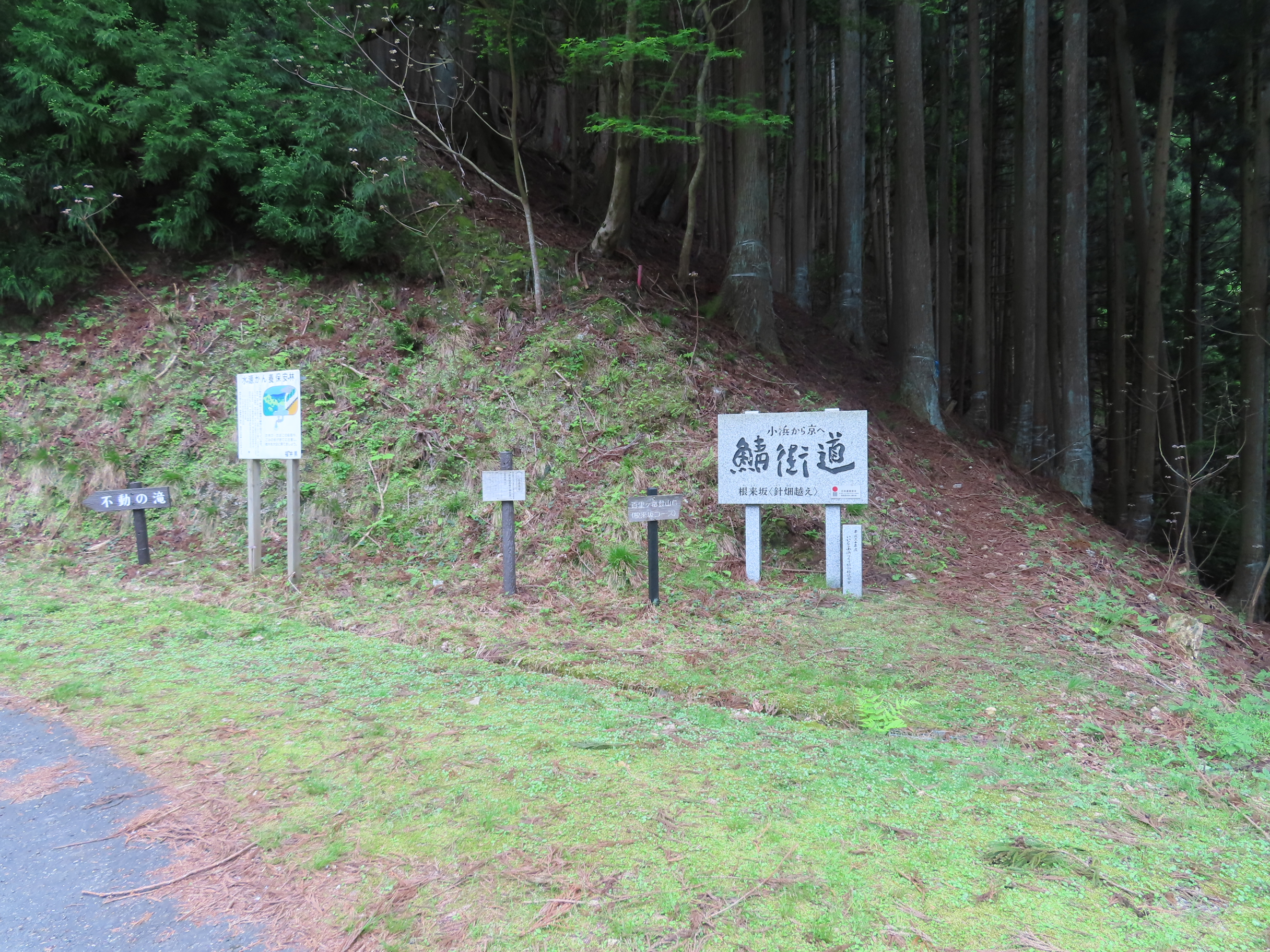
福井県小浜市側にある根来坂の登山口
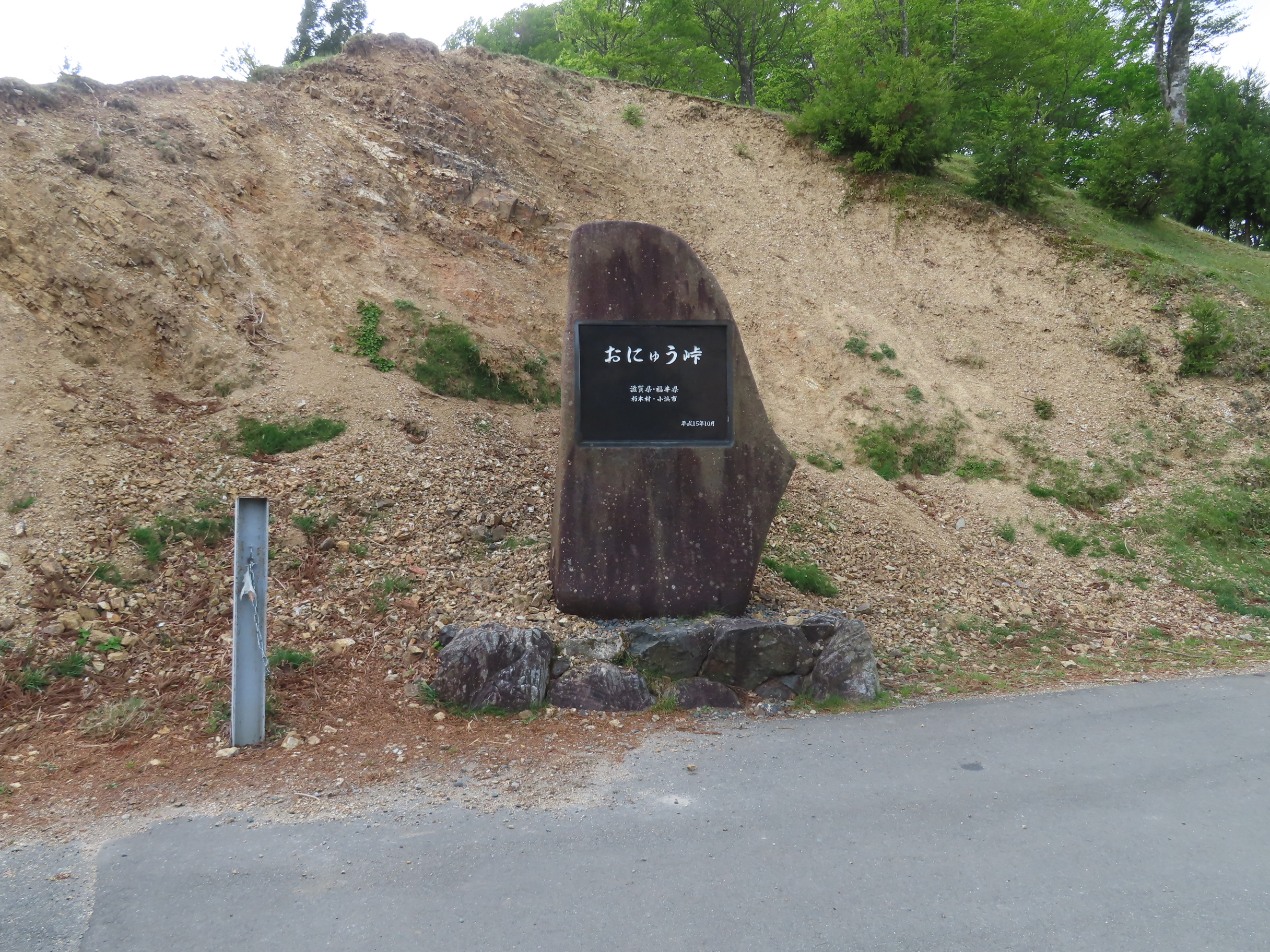
おにゅう峠

## 登山道
- 高島トレイルにて三国岳および若狭駒ヶ岳に縦走できる。
- 福井県から木地山峠を超えるルートがあり山頂から根来坂を超え鯖街道を伝う周遊ルートがある。
- 滋賀県から百里新道が整備されている。
- 一般的には林道で根来峠まで車で行き、根来坂から山頂を往復するコースが人気がある。

## 自然
山頂付近には、数十haにわたり原生的な胸高直径80cm 以上のブナの高木林が見られイヌワシ、ニホンカモシカなどの天然記念物をはじめ、県の鳥獣保護区となっている。北側の山腹にホンシャクナゲの群落がみられ、県の天然記念物にも指定されている。高木層にはミズナラ、イタヤカエデ、ウリハダカエデ等を形成し、中低木層にはヒナウチワカエデ、リョウブ、リョウブなどが目立ち、草本層にはチシマザサ、オオカメノキ、ヤマソテツ、ツルシキミ、ウリハダカエデ、イワガラミなどが主に生育している。

## 周辺の山等
- 若狭駒ヶ岳 - 北東に4.5km。近江、若狭の国境。
- 三国岳（三国峠） - 南西に5.5km。近江、若狭、丹波の三国境。
- 三国岳 - 南に8km。近江、山城、丹波の三国境。
- 八ヶ峰 - 西南西に13.5km。
- 武奈ヶ嶽 - 北東に13.5km。
- 三重嶽 - 北東に16.5km。
- 京都大学芦生研究林
- 遠敷川 - 当山から発する。北川水系。
- 針畑川 - 淀川水系。